# ولینگتون (آلاباما)
ولینگتون (به انگلیسی: Wellington) یک منطقهٔ مسکونی در ایالات متحده آمریکا است که در شهرستان کلهون، آلاباما واقع شده‌است. ولینگتون ۱۶۶٫۱۲ متر بالاتر از سطح دریا واقع شده‌است.